# Rue des Trois-Frères-Barthélemy
La Rue des Trois-Frères-Barthélemy est une voie de la ville de Marseille.

## Situation et accès
Cette rue du 6e arrondissement de Marseille, va de la place Cézanne à la rue Saint-Pierre.

## Origine du nom
Son nom rend hommage à Louis, Georges et Lucien Barthélemy, trois frères morts les 11 et 18 juillet 1944 lors de la libération de Marseille. 

## Historique
Cette rue portait initialement le nom de « rue des Minimes » car elle conduisait à l’ancien couvent de l'ordre religieux éponyme, situé entre les rues Ferdinand-Rey et Saint-Pierre.  
La première pierre du couvent des Minimes est posée le 13 janvier 1592 par Charles de Casaulx. Cet établissement acquiert une importance certaine, puisque l'ordre y organise des congrés généraux,,. Y sont étudiés la botanique, les mathématiques, l’histoire et l’astronomie et parmi ses plus célèbres occupants se trouvent le père Charles Plumier (1646-1704), botaniste, et le père Louis Feuillée (1660-1732), géographe, botaniste et astronome, pour lequel Louis XIV fait édifier un observatoire dans le couvent. Si le bâtiment de l’église est détruit à la Révolution, la prestigieuse bibliothèque de 4 800 volumes devient la base de la bibliothèque municipale de Marseille.
Elle prend le nom de rue des Trois-Frères-Barthélemy, après la Libération de la France durant la Seconde Guerre mondiale. 